# تادکاستر
latitudeتادکاسترlongitudeتادکاستر
تادکاستر (به انگلیسی: Tadcaster) یک شهرک در بریتانیا است که در انگلستان واقع شده‌است.

## خصوصیات
تادکاستر ۷٬۰۰۰ نفر جمعیت دارد.

## خواهرخوانده
شهر Saint-Chély-d'Apcher خواهرخواندهٔ تادکاستر هست.